# مدل رشد رمزی
مدل رشد رمزی، یک مدل رشد نئوکلاسیک است که بر پایه کارهای فرانک رمزی بنا شده است و دیود کس و تیالینگ کوپمانس آن را توسعه داده‌اند. فرانک رمزی که که از شاگردان کینز بوده است در سال ۱۹۲۸، زمانی که کشورهای غربی با رکود بزرگ مواجهه بودند، یک مدل بهینه‌سازی پویا را برای توضیح رفتار اقتصادی در حوزه تعیین سطح پس‌انداز ارائه کرد که نسخه‌های به روز شده آن با عنوان مدل رمزی در اقتصاد رشد مورد استفاده قرار گرفت و بهبود بخشیده شد.
بر خلاف مدل رشد سولو، در مدل رمزی انتخاب میزان پس‌انداز، بر اساس تصمیمات سطح خرد بین بنگاه و مردم تعیین می‌شود لذا نرخ پس‌انداز دیگر ثابت نیست و می‌تواند تا رسیدن به نرخ بلند مدت خود تغییر کند.

## معرفی مدل
این مدل دارای دو نسخه اصلی برنامه‌ریزی متمرکز و اقتصاد بازار است؛ و با فرض طول عمر نامحدود آحاد مردم، بازار رقابتی، بازده ثابت به مقیاس تابع تولید و همگن بودن مطلوبیت آحاد مردم نتایج هر دو نسخه یکی است.

در این بخش مدل رمزی در حالت برنامه‌ریزی متمرکز ارائه می‌شود. در مدل برنامه‌ریزی متمرکز چنین فرض می‌شود که دیکتاتوری خیرخواه به بهینه‌سازی تابع رفاه اجتماعی می‌پردازد. این برنامه‌ریز مرکزی با اشراف کامل بر ترجیحات یک یک آحاد جامعه توان نمایندگی آنها را دارد و لذا انتخاب وی بهترین انتخابی است که آحاد اقتصادی نیز در پی آن است.

فرض می‌شود جمعیت با نرخ {\displaystyle n} در طول زمان رشد می‌کند، تولید با استفاده از دو نهاده سرمایه و نیروی کار صورت می‌گیرد و رشد تکنولوژی نیز برابر {\displaystyle g} است. تولید انجام شده در اقتصاد به مصرف یا سرمایه‌گذاری اختصاص می‌یابد و سرمایه‌گذاری صورت گرفته نیز از یک سو موجودی سرمایه را افزایش می‌دهد و از سوی دیگر استهلاک آن را کاهش می‌دهد (معادله جریان سرمایه).
{\displaystyle {\dot {k(t)}}=f(k(t))-c(t)-\left(\delta +n+g\right)k(t)}
{\displaystyle {\dot {k(t)}}} نسبت سرمایه‌گذاری به نیروی کار- سرمایه‌گذاری مؤثر- بوده و تولید سرانه نیز برابر {\displaystyle f(k(t))=F({\frac {K}{\left(AL\right)}},1)} است.
از سوی دیگر، برنامه‌ریز مرکزی رجحان‌های مصرفی طول عمر نامحدود جامعه را که همان ارزش حال مطلوبت حاصل از مصرف است را نمایندگی می‌کند. این ترجیحات در قالب تابع مطلوبیت سرانه طول عمر زیر نشان داده شده می‌شود که در آن {\displaystyle e^{-\rho t}} عامل تنزیل ارزش مصرفی کالا و خدمات است؛ و {\displaystyle u(c(t))} تابعی غیر منفی مقعر و صعودی در سطح مصرف سرانه است. {\displaystyle \rho } پارامتر نرخ رجحان زمانی است که فرض می‌شود اکیداً مثبت بوده و در حالت عمومی کمتر از واحد است.
{\displaystyle V=\int _{0}^{\infty }e^{-\rho t}u(c(t))\,dt}

### تحلیل مدل
فرض می‌شود برنامه‌ریز مرکزی خیرخواهی وجود دارد که هدف وی حداکثرسازی مطلوبیت آحاد مردم است. آنچه باید انجام گیرد تعیین زنجیره‌ای از مصرف سرانه است که در هر لحظه از زمان نیز معادله جریان سرمایه، صدق کند.
{\displaystyle Max\quad V=\int _{0}^{\infty }e^{-\rho t}u(c(t))\,dt}
{\displaystyle s.t.\quad {\dot {k(t)}}=f(k(t))-c(t)-\left(\delta +n+g\right)k(t)}
لذا تابع همیلتونین ارزش حال به صورت زیر خواهد بود که بیشنه سازی آن معادل بیشنه سازی تابع هدف مشروط به قید مذکور است.
{\displaystyle H(t)=u(c(t))+\lambda \left(f(k(t))-c(t)-\left(\delta +n+g\right)k(t)\right)}
با مشتق گیری نسبت به {\displaystyle c} خواهیم داشت.
{\displaystyle \lambda =u_{c}}
با مشتق گیری نسبت به {\displaystyle k} خواهیم داشت.
{\displaystyle \lambda \left({\acute {f(k)}}-\left(n+g+\delta \right)\right)={\dot {-\lambda }}+\lambda \rho }
که اگر از این رابطه نسبت به زمان مشتق گرفته شود و با استفاده از رابطه قبل و ضرب و تقسیم می‌توان نشان داد.
{\displaystyle {\frac {\dot {\lambda }}{\lambda }}={\frac {\dot {c}}{c}}*{\frac {u(c)^{\prime \prime }c}{u(c)^{\prime }}}}
عبارت {\displaystyle {\frac {u(c)^{\prime \prime }c}{u(c)^{\prime }}}={\frac {1}{\eta }}} کشش مطلوبیت نهایی حاصل از مصرف نسبت به تغییرات مصرف است و با فرض اینکه تابع مطلوبیت گریز از ریسک نسبی باشد خواهیم داشت.
{\displaystyle {\frac {\dot {c}}{c}}=\eta \left({\acute {f(k)}}-\left(n+g+\delta +\rho \right)\right)}
مفهوم اقتصادی رابطه دوم این است که چون با کاهش یک واحدی مصرف جاری و سرمایه‌گذاری آن می‌توان به مقدار بیشتری از تولید (امکان مصرفی) آتی، معادل {\displaystyle {\acute {f(k)}}} دست یافت که این مقدار بیش از نارضایتی حاصل از چشم پوشی از مصرف حال، یعنی مجموع نرخ رجحان زمانی و اثر کاهنده رشد جمعیت، رشد تکنولوژی و استهلاک بر مصرف سرانه مؤثر {\displaystyle \left(n+g+\delta +\rho \right)}، در ازای به تعویق انداختن مصرف است؛ لذا تصمیم عقلایی آن است که مصرف به تعویق افتاد. این رفتار از سوی برنامه‌ریز مرکزی تا جائی ادامه می‌یابد که نامساوی به برابری تبدیل شود.

آنچه تا به حال به دست آمده، تخصیص پویایی از مقادیر مصرف بود که حداکثر رفاه اجتماعی را به همراه می‌آورد. حال با درنظرگرفتن روابط در کنار هم دستگاه دیفرانسیلی حاصل می‌شود که توضیح دهنده عملکرد دینامیک این نظام اقتصادی در تخصیص درآمد بین مصرف و سرمایه‌گذاری خواهد بود.
آنچه سبب می‌شود در این مدل، تغییرات مصرف سرانه نیز با دینامیکی مستقل نسبت به تغییرات موجودی سرمایه سرانه استخراج شود، وجود مکانیزم تعیین درون زای پس‌انداز توسط برنامه‌ریز مرکزی است.
{\displaystyle {\dot {k(t)}}=f(k(t))-c(t)-\left(\delta +n+g\right)k(t)}
{\displaystyle {\frac {\dot {c}}{c}}=\eta \left({\acute {f(k)}}-\left(n+g+\delta +\rho \right)\right)}

### تعادل بلند مدت و مسیر رشد تعادل
با توجه به ماهیت غیر خطی دستگاه معادلات، امکان به دست آوردن حل تحلیل آن وجود ندارد. به همین دلیل می‌بایست با در نطر گرفتن مقادیر تعادلی بلندمدت و جهت‌های حرکت دو متغیر، با استفاده از دیاگرام فاز، به ارزیابی متغییرهای حالت (مصرف) و جریان (سرمایه) پرداخته شود.
شرایط تعادل بلندمدت عبارت است از وضعیتی که در آن متغییرهای درونزای مدل، یعنی مصرف و موجودی سرمایه میلی به تغییر نداشته باشند، به عبارتی دیگر تغییرات آنها برابر صفر باشد.

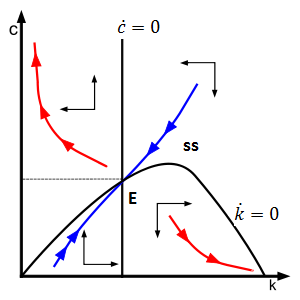
دیاگرام فاز

رابطه نشان می‌دهد که در وضعیت تعادل بلند مدت، تولید نهایی سرمایه سرانه معادل مجموع نرخ رجحان زمانی و نرخ رشد جمعیت و رشد تکنولوژی و استهلاک است.
{\displaystyle {\dot {c}}=0\Rightarrow {\acute {f(k^{\star })}}=n+g+\delta +\rho }
{\displaystyle {\dot {k}}=0\Rightarrow f(k^{\star })=c+\left(n+g+\delta \right)k^{\star }}
منحنی {\displaystyle {\dot {k}}=0} عبارت است از مکان هندسی نقاطی که سرمایه تغییر نمی‌کند که با توجه به تقعر تابع تولید، دارای شکلی مقعر بوده و به جز محور مختصات محور افقی را نیز قطع می‌کند. {\displaystyle {\dot {c}}=0} معادله نیز تنها یک جواب دارد که مکان هندسی آن، خطی عمودی در سطح خواهد{\displaystyle k^{\star }} بود.

همان‌طور که در نمودار مشخص است، در نواحی سمت راست {\displaystyle {\dot {c}}=0}، سطح موجودی سرمایه بیش از موجودی سرمایه بهینه بوده و در نتیجه تولید حاشیه‌ای سرمایه سرانه کمتر از مقداری است که برابری {\displaystyle {\dot {k}}=0\Rightarrow f(k^{\star })=c+\left(n+g+\delta \right)k^{\star }} را برقرار سازد.

آنگونه که از نمودار بر می‌آید، دو ناحیه همگرایی و دو ناحیه واگرایی وجود دارد. نقطه تعادل E مورد نظر سیاستگذاران است چرا که وضعیت متناظر با بهترین شرایط رفاهی جامعه است. برنامه‌ریز مرکزی برای ایجاد تعادل در اقتصاد، به گونه ایی که از هر گونه واگرایی اجتناب شود، می‌بایست شرایط اقتصادی را روی مسیر همگرایی مانند مسیر ss قرار دهد به عبارت دیگر با توجه به میزان انباشت سرمایه، k، مقدار مصرف و به تبع آن میزان پس‌انداز از روی نمودار ss به دست می‌آید.